# Pajuluoto (ö i Södra Savolax, Pieksämäki, lat 62,33, long 27,11)
Pajuluoto är en ö i Finland. Den ligger i sjön Pieksänjärvi och i kommunen Pieksämäki i den ekonomiska regionen  Pieksämäki ekonomiska region  och landskapet Södra Savolax, i den centrala delen av landet, 270 km nordost om huvudstaden Helsingfors. Öns area är 1,4 hektar och dess största längd är 220 meter i sydöst-nordvästlig riktning.